# 尚泰·韋恩斯
尚泰·韋恩斯（英語：Chaunté Wayans，1982年5月24日—）是一名美國女演員、喜劇演員、作家和剪輯。

## 參與作品
- 交易空間（英语：Trading Spaces）（2007）
- 跳舞大電影（英语：Dance Flick）（2009）
- Wild 'n Out（英语：Wild 'n Out）（2013）
- 他們準備好了（They Ready）（2019)
- Laff Mobb 的 Laff Tracks（Laff Mobb’s Laff Tracks）（2020）
- 酷妹辣皇后（英语：AJ and the Queen） (2020)

## 外部連結
尚泰·韋恩斯在互联网电影资料库（IMDb）上的資料（英文）